# 自由之子

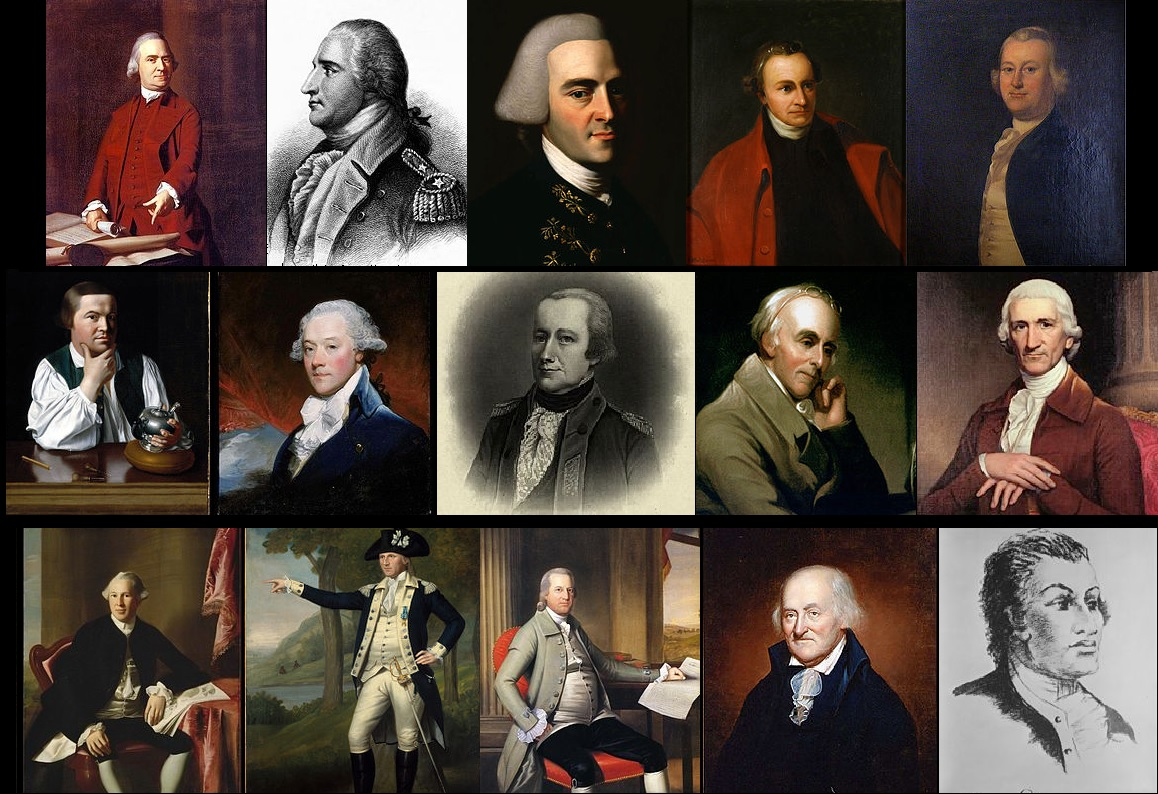
small|
第一行：山繆·亞當斯、班奈狄克·阿諾德、約翰·漢考克、帕特里克·亨利、小詹姆斯·奧蒂斯
第二行：保羅·列維爾、詹姆斯·斯旺、亞歷山大·麥克杜格爾、本傑明·拉什、查爾斯·湯姆森
第三行：約瑟·瓦倫、馬里努斯威利特、奥利弗·沃尔科特、克里斯托弗·加茲登、哈揚·所羅門
其他成員: 穆里根、托馬斯·梅爾維爾

自由之子（英語：Sons of Liberty） 是美国獨立革命期间反抗英国统治而建立的秘密组织，曾發動波士頓茶葉事件，故俗稱波士頓茶葉黨、波士頓茶黨。该组织由約翰·亞當斯的堂兄塞繆爾·亞當斯創建。自由之子是由塞缪尔·亚当斯在十三殖民地成立的一个秘密革命组织，目的是促进英属北美殖民者的权利并与抗击英国政府的非法征税。它在北美殖民地与英国议会出台的1765年《印花税法》作斗争时发挥了重要作用。废除《印花税法》后，该组织正式解散。但是，在美国独立战争之前的几年中，该名称被用于其他地方分离主义团体。他們的座右銘是“無代表，不納稅”。
自由之子的成員包括：
- 約翰·漢考克
- 威廉·道斯
- 保羅·里維爾
- 哈扬·所罗门
- 希爾斯
- 哈揚·所羅門
- 班尼狄·阿諾
- 塞繆爾·蔡斯
- 威廉·埃勒里
- 帕特里克·亨利
- 威廉·帕卡

自由之子的旗帜：红白相间的九条旗

[[File:Sons of Liberty.jpg|350px|thumb|{{small|
第一行：山繆·亞當斯、班奈狄克·阿諾德、約翰·漢考克、帕特里克·亨利、小詹姆斯·奧蒂斯

第二行：保羅·列維爾、詹姆斯·斯旺、亞歷山大·麥克杜格爾、本傑明·拉什、查爾斯·湯姆森

第三行：約瑟·瓦倫、馬里努斯威利特、奥利弗·沃尔科特、克里斯托弗·加茲登、哈揚·所羅門

其他成員: 穆里根、托馬斯·梅爾維爾]]

## 外部連結
- The Sons of Liberty, ushistory.org （页面存档备份，存于）
- The Sons of Liberty, u-s-history.com （页面存档备份，存于）
- Sons of Liberty: Terrorists, Archiving Early America
- Albany Sons of Liberty Constitution （页面存档备份，存于）
- Association of the Sons of Liberty in New York, December 15, 1773 （页面存档备份，存于）